# Hypocopra
Hypocopra (Fr.) J. Kickx f.  – rodzaj grzybów z rodziny próchnilcowatych (Xylariaceae).

## Systematyka i nazewnictwo
Pozycja w klasyfikacji według Index Fungorum: Xylariaceae, Xylariales, Xylariomycetidae, Sordariomycetes, Pezizomycotina, Ascomycota, Fungi.
Synonimy nazwy naukowej: Coprolepa Fuckel, Massaria subgen. Hypocopra Fr.

## Gatunki występujące w Polsce
- Hypocopra equorum (Fuckel) G. Winter 1885
- Hypocopra fimetii (Pers.) Fr. 1849
- Hypocopra merdaria (Fr.) J. Kickx f. 1867

Nazwy naukowe na podstawie Index Fungorum. Wykaz gatunków występujących w Polsce na podstawie checklist
.